# Raquel Welch
Jo Raquel Tejada, més coneguda com a Raquel Welch   (Chicago, 5 de setembre de 1940 - Los Angeles, 15 de febrer de 2023) fou una actriu estatunidenca, guanyadora l'any 1974 del Globus d'Or pel seu paper a Els tres mosqueters.

## Biografia
Filla de pare bolivià, va estudiar a l'institut de La Jolla, Califòrnia, fins al 1957: l'últim any guanya el concurs Miss Fairest of the Fair a San Diego; abans de fer vint anys, havia aconseguit els títols de "Miss Photogenic", "Miss Contorn" i "Miss Maid of California". Al llarg de la seva carrera, ha estat cèlebre per la seva bellesa. Comença com a cambrera als còctels, però obté prou de pressa papers de guapa en el cinema.

Una de les seves primeres aparicions va ser en el 4t episodi de la 1a temporada de "Bewitched" el 1964, però no se la veu més que d'esquena, fent d'hostessa, tot i que apareix als crèdits.

Cartell del film Fa un milió d'anys.

Welch va fer el seu debut al costat d'Elvis Presley a Roustabout (1964), però després d'una experiència a la televisió (The Virginian) entra amb força en l'imaginari de les generacions dels anys seixanta amb el paper de la pròspera Loana a One Million Years B.C.. El cartell de la pel·lícula, amb el primer pla de l'actriu en un biquini de cuir, s'ha convertit en una imatge de culte i Welch va esdevenir una icona i símbol sexual.
La fama i la bellesa de l'actriu (que amb el temps es converteix en el seu topall) la porta a fer comèdia (Spara forte, più forte... non capisco! d'Eduardo De Filippo) i westerns (Hannie Caulder, 1972). A partir de llavors la seva carrera es limita a aparicions en programes de televisió i en diversos espectacles i films esporàdics.
El seu contracte per Cannery Row (1982) va ser rescindit per la productora per problemes amb els horaris dels assajos i va ser reemplaçada per Debra Winger. Va guanyar el procés contra la MGM, que li va comportar 10 milions de dòlars, però la indústria cinematogràfica va donar-li l'esquena des de llavors.
Va fer una aparició en l'últim episodi de la temporada 8 de Seinfeld (1997).
L'any 1984 va treure l'exitòs llibre The Raquel Welch Total Beauty and Fitness Program, que anava acompanyat d'una col·lecció de vídeos, amb classes de ioga, consells de bellesa, nutrició i estil personal.

## Filmografia
- A House Is Not a Home (1964)
- Roustabout (1964)
- A Swingin' Summer (1965)
- Do Not Disturb (1965)
- The Queens (1966)
- Viatge fantàstic (Fantastic Voyage) (1966)
- Fa un milió d'anys (One Million Years B.C.) (1966)
- Shoot Loud, Louder... I Don't Understand (1966)
- The Oldest Profession (1967)
- Fathom (1967)
- Bedazzled (1967)
- Bandolero! (1968)
- The Biggest Bundle of Them All (1968)
- La dona de ciment (Lady in Cement) (1968)
- 100 Rifles (1969)
- Flareup (1969)
- The Magic Christian (1969)
- The Beloved (1970)
- Myra Breckinridge (1970)
- Hannie Caulder (1971)
- Barbablava (Bluebeard) (1972)
- Fuzz (1972)
- Kansas City Bomber (1972)
- The Last of Sheila (1973)
- Els tres mosqueters (The Three Musketeers) (1973)Raquel Welch a l'estrena del film The Rose, el 1979.

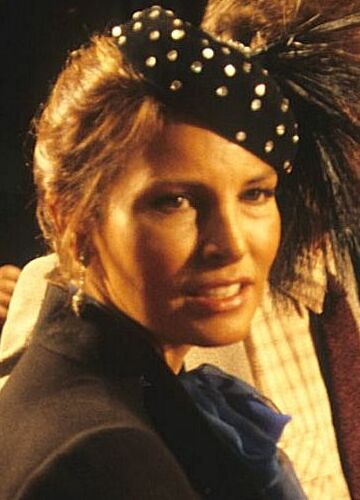
Raquel Welch a l'estrena del film The Rose, el 1979.

- Els quatre mosqueters (The Four Musketeers) (1974)
- Festa salvatge (The Wild Party) (1975)
- Mother, Jugs & Speed (1976)
- El príncep i el captaire (Crossed Swords, també coneguda al Regne Unit com Prince and the Pauper) (1977)
- L'animal (1977)
- Història d'una índia (The Legend of Walks Far Woman)  (1982)
- Naked Gun 33⅓: The Final Insult (1994) (Cameo)
- Torch Song (1993)
- Chairman of the Board (1998)
- What I Did for Love (1998)
- Get Bruce (1999) (documental)
- Tortilla Soup (2001)
- Una rossa molt legal (Legally Blonde) (2001)
- Forget About It (2006)